# Филипп Швабский
Филипп Швабский (нем. Philipp von Schwaben; август 1177 — 21 июня 1208, Бамберг) — епископ Вюрцбурга (1190—1191), маркграф Тосканы (1195—1197), герцог Швабии (1196—1208), король Германии (1198—1208), младший сын императора Священной Римской империи Фридриха I Барбароссы и пфальцграфини Бургундии Беатрис I Бургундской. Хорошо образованный и уважаемый правитель, он 10 лет своей жизни провёл в борьбе за корону Священной Римской империи, но был убит отвергнутым женихом своей дочери.

## Ранние годы
Император Фридрих I Барбаросса с детства готовил Филиппа, младшего из своих сыновей, к духовной карьере, поэтому он получил очень хорошее для того времени образование. В 1189 году Филипп был назначен пробстом церкви Святой Марии в Ахене, а в 1190 году был избран епископом Вюрцбурга, однако не рукоположён.
В 1191 году во время Третьего крестового похода умер один из старших братьев Филиппа, герцог Швабии Фридрих VI, а ещё раньше — в 1190 году утонул его отец, после чего императорский престол достался старшему из братьев Генриху VI.
У Фридриха Швабского детей не было, так что Швабию Генрих VI передал следующему по старшинству брату Конраду II, до этого — графу Ротенбурга. Ещё один брат, Оттон, управлял Бургундским пфальцграфством, где увяз в борьбе со знатью, показав себя малоспособным правителем. С учётом того, что никто из старших братьев не имел сыновей, это открывало перед Филиппом неплохие перспективы.

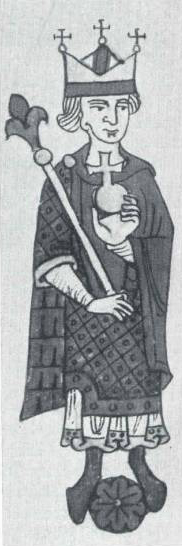
Филипп Швабский. Миниатюра из рукописи 1200 года. Монастырь Санкт-Галлен

Зимой 1191/1192 года Филипп отрёкся от духовного достоинства и отказался от Вюрцбургской епархии, где вместо него епископом был рукоположён Генрих III Бергский. Император Генрих пошёл ему навстречу и в 1193 году Филиппу было разрешено стать мирянином. Однако в 1194 году у Генриха родился сын Фридрих, что отдалило Филиппа от трона.
В 1195 году император Генрих передал Филиппу в лен Тосканское маркграфство, имевшее важное стратегическое значение для империи, поскольку через него пролегала дорога в Рим и Южную Италию, входившую в состав Сицилийского королевства, которым Генрих овладел в 1194 году. А после смерти в 1196 году Конрада II Швабского Филипп получил и его владения — герцогство Швабию.
25 мая 1197 года Филипп женился на Ирине Ангелине, дочери императора Византии Исаака II Ангела, вдове сицилийского принца Рожера V, герцога Апулии, с которой он был обручён 2/3 апреля 1195 года. Вскоре после этого, 28 сентября 1197 года, неожиданно умер император Генрих. В последние годы своей жизни он пытался сделать императорскую корону наследственной, что встретило сопротивление германских феодалов и духовенства. Наследнику Генриха, Фридриху, было только 3 года. Его мать, королева Констанция, для того, чтобы обеспечить своему сыну сицилийскую корону, выгнала всех германских сподвижников своего мужа. В итоге Сицилийское королевство, королём которого 3 сентября 1198 года был коронован четырёхлетний Фридрих, снова обособилось от империи.

## Двойные выборы германского короля

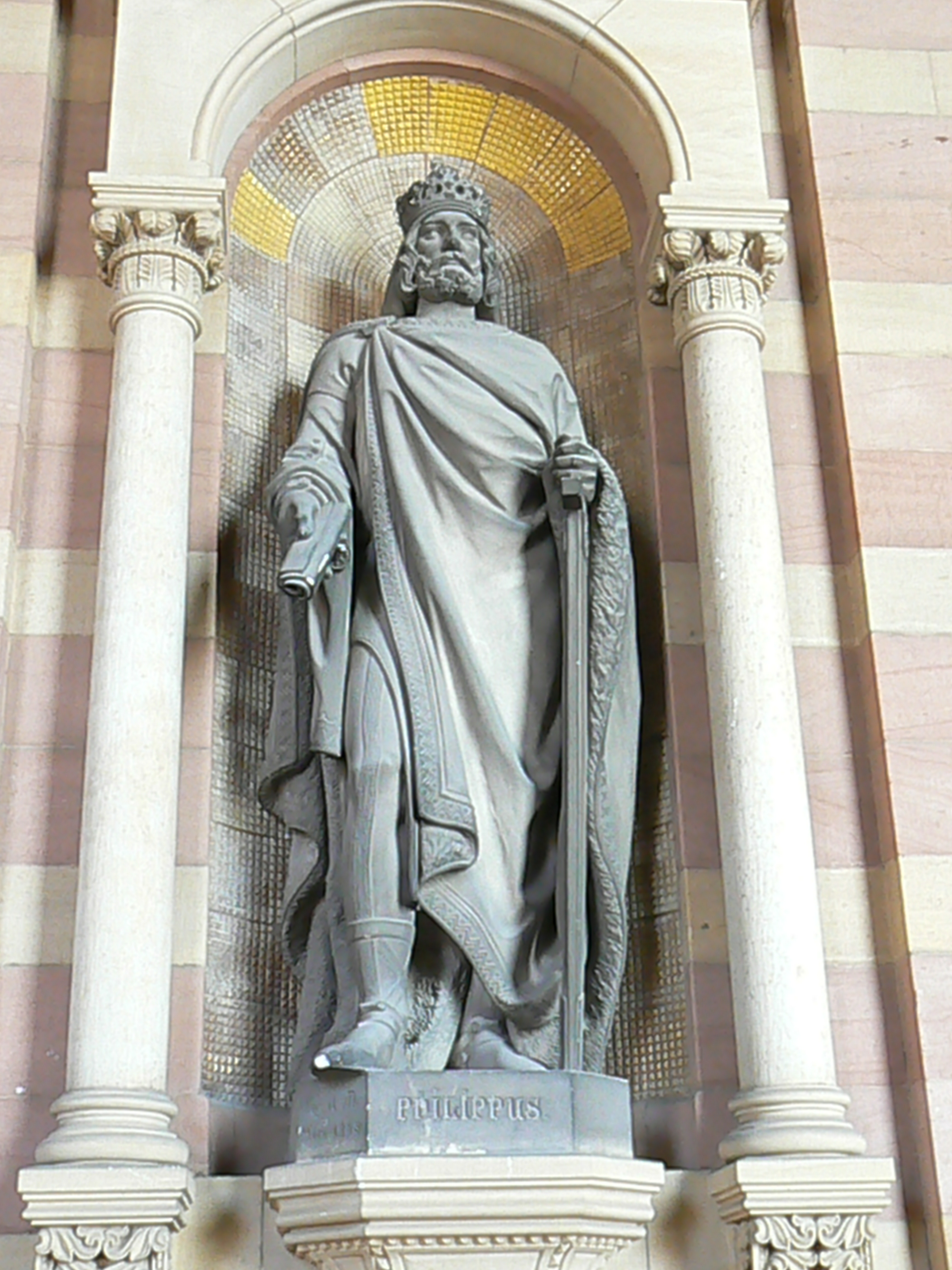
Статуя Филиппа Швабского

В момент смерти брата Филипп находился в Италии, собираясь забрать сына Генриха Фридриха и отвезти его в Германию. Узнав о случившемся он был вынужден оставить племянника в Сицилии, а сам с большим трудом смог добраться в Германию. Там он довольно быстро понял, что отстаивать права племянника ему будет трудно. Сторонники Гогенштауфенов убедили его принять корону самому. 6 марта 1198 года в Ихтерсхаузене, а затем 8 марта на съезде знати в Мюльхаузене Филипп был избран королём Германии (римским королём). 6 сентября он был коронован в Майнце архиепископом Тарантеза Эмоном де Бриансоном.
Однако к тому моменту у Филиппа появился соперник. Противники Гогенштауфенов, возглавляемые архиепископом Кёльна Адольфом Альтенским обвинили Филиппа в том, что он нарушил присягу своему племяннику и выдвинули своего кандидата. Им оказался представитель династии Вельфов Оттон Брауншвейгский, младший сын Генриха Льва, лишённого императором Фридрихом большей части своих владений. Матерью Оттона была английская принцесса Матильда, а сам он был воспитан при английском дворе, где жил с восьмилетнего возраста. Его дядя, король Англии Ричард I Львиное Сердце, передал Оттону в 1196 году в ленное владение графство Пуатье.
9 июня в Кёльне противники Гогенштауфенов выбрали королём Германии Оттона, а 12 июля архиепископ Адольф короновал его в Ахене. Таким образом в Германии оказалось одновременно 2 правителя. Филипп был коронован подлинными королевскими регалиями, но в «неправильном месте» (Майнце вместо Ахена) и «неправильным» архиепископом (Тарантеза, а не Кёльна), однако при коронации «правильным» архиепископом в Ахене Оттона Брауншвейгского не использовались подлинные регалии. Оттона поддерживал его дядя Ричард Английский, в то время как Филипп обратился за поддержкой к королю Франции Филиппу II Августу, враждовавшему с Англией.

## Вмешательство Иннокентия III
При таком положении выросло положение папы римского, которым в 1198 году стал Иннокентий III. Он решил воспользоваться обстоятельствами для того, чтобы упрочить положение папской курии в империи.
Этому способствовало и то, что умершая в том же 1198 году королева Сицилии Констанция назначила опекуном своего сына Фридриха папу Иннокентия, признав его, кроме того, сюзереном Сицилийского королевства. Оттон Брауншвейгский настойчиво искал опору в Иннокентии, однако он не стал вмешиваться в дела королевства, в котором между Филиппом и Оттоном развязалась междоусобная война.
Вернувшийся тем временем из Крестового похода архиепископ Майнца, Конрад I, канцлер империи, попытался создать третью партию, отстаивающую интересы Фридриха Сицилийского, но успеха в этом не добился.
В 1199 году погиб король Ричард Английский, в результате перевес оказался на стороне Филиппа. Но тут вмешался папа Иннокентий, который неожиданно принял сторону партии Вельфов. 1 марта 1201 года он признал право на престол за Оттоном, а в июне того же года выпустил Нейсский конкордат, в котором оговорил, что принимает под свою руку владения в Северной Италии. В итоге Оттон согласился уступить папе Равеннский экзархат, Пентаполис, Анконскую и Тосканскую марки, а также герцогство Сполето. Тогда же король Дании занял Гольштейн. А Филиппа и его сторонников папа отлучил от церкви, что, однако, не имело никаких последствий.

## Борьба с Оттоном IV

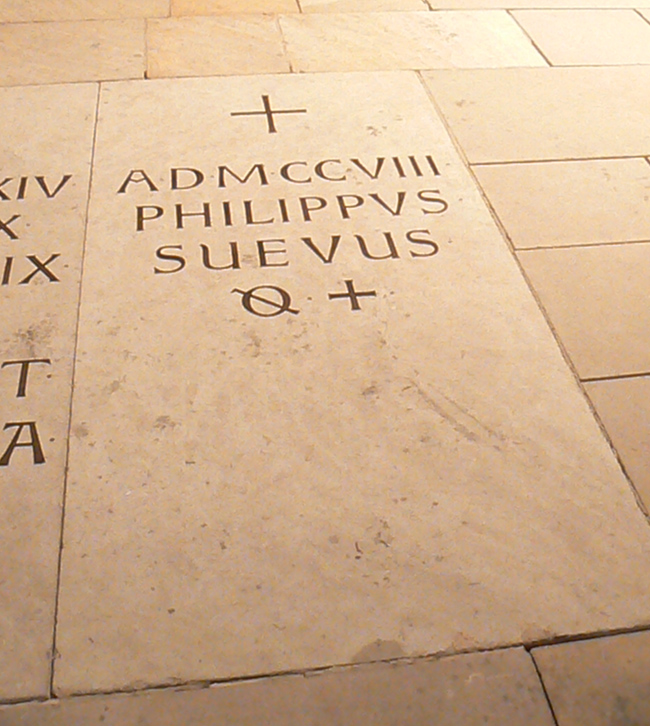
Надгробная плита Филиппа Швабского. Шпайер, кафедральный собор

До 1203 года преимуществом владел Оттон. Однако к 1204 году его позиции ослабли. В том же году от Оттона на сторону Филиппа Швабского перешли многие феодалы, в том числе и брат Оттона, пфальцграф Рейнский Генрих V, герцог Брабанта Генрих I, ландграф Тюрингии, король Чехии Пржемысл Оттокар I и даже архиепископ Кёльна Адольф Альтенский, который 6 января 1205 года в Ахене повторно короновал Филиппа Швабского.
В этих обстоятельствах папа Иннокентий начал переговоры с Филиппом, с которого в 1207 году было снято отлучение на рейхстаге в Вормсе. Под нажимом духовенства Филипп и Оттон встретились на съезде в Кведлинбурге, где Филипп предложил своему сопернику в обмен на отказ от короны руку одной из своих дочерей и Швабию. Однако Оттон с негодованием отверг это предложение.
В итоге борьба возобновилась, но преимущество было на стороне Филиппа, собравшего большую армию. Кроме того, Филиппу удалось перетянуть на свою сторону папу, для чего он предложил руку своей второй дочери брату Иннокентия, графу Рикардо, в ответ папа должен был отказаться от прав на Тоскану, Сполето и Анконскую марку, которые должны были отойти к Рикардо как приданое дочери Филиппа.
Но 21 июня 1208 года на свадьбе племянницы Филиппа в Бамберге пфальцграф Баварии Оттон VIII фон Виттельсбах заколол короля Филиппа. Причиной этому послужило то, что Филипп обещал ему руку своей дочери, но обещания не сдержал.
Филипп не оставил сыновей, только дочерей. Для того, чтобы избежать анархии, партия Гогенштауфенов признала королём Германии Оттона Брауншвейгского, который женился на Беатрисе, старшей дочери Филиппа. Пфальцграф Оттон, убийца Филиппа, был обезглавлен в 1209 году. Тело Филиппа было похоронено 22 июня 1208 года в кафедральном соборе Бамберга, но в рождество 1213 года его перезахоронили в кафедральном соборе Шпайера.

## Брак и дети
- Жена: с 25 мая 1197 года, Бари?) Мария (Ирина) Ангелина (1181 — 27 августа 1208), дочь императора Византии Исаака II Ангела, вдова Рожера, герцога Апулии. Дети:
  - Беатриса Старшая (1198 — 11 августа 1212); муж: с 22 июля 1212 года) Оттон IV Брауншвейгский (ок. 1175/1176 — 19 мая 1218), король Германии с 1198 года, император Священной Римской империи в 1209—1215 годах;
  - Кунигунда (1200 — 13 сентября 1248); муж: с 1228 года Вацлав I (1205 — 23 сентября 1253), король Чехии с 1230 года;
  - Мария (март/май 1201 — до 1235); муж: ранее 22 августа 1215 года) Генрих II (1207 — 1 февраля 1248), герцог Брабанта с 1235 года;
  - Елизавета (март/май 1203 — 5 ноября 1235); муж: с 30 ноября 1219 года) Фернандо III Святой (1199 — 30 мая 1252), король Кастилии с 1217 года, король Леона с 1230 года;
  - Райнальд (ум. в млад.);
  - Сын (Фридрих?) (1206 — в млад.);
  - Беатриса Младшая (род. и ум. 20/27 августа 1208).